# دنيس اولسن (مغني)
دنيس اولسن (بالإنجليزية: Dennis Olsen)‏ هو عازف بيانو ومغني أسترالي، ولد في 28 فبراير 1938.

## وصلات خارجية
- دنيس اولسن على موقع IMDb (الإنجليزية)
- دنيس اولسن على موقع قاعدة بيانات الفيلم (الإنجليزية)